# Bogdan Macovei
Bogdan Macovei (n. 28 ianuarie 1983, Vatra Dornei, Suceava, România) este un sănier moldovean, născut în România, care a concurat la trei ediții consecutive ale Jocurilor Olimpice de iarnă din partea Republicii Moldova, în 2006, 2010 și 2014.

## Cariera sportivă
Bogdan Macovei a început să practice schi alpin la vârsta de 4 ani cu profesorul Brăduț Iedinakiewicz, dar în urma unui accident suferit la vârsta de 10 ani, când și-a rupt un picior, a renunțat la schi. După un an, el s-a înscris la secția de sanie, unde a fost pregătit de profesorii Gigi Rusu și Ilie Rusoi. A absolvit studiile medii la Liceul din Vatra Dornei.
Începând din anul 2003, Bogdan Macovei a făcut parte din lotul național al Republicii Moldova, fiind antrenat de Ioan Apostol. În anul 2006 a fost legitimat la Clubul Sportiv Central al Armatei din Chișinău. Întrebat de ce a ales să concureze pentru Republica Moldova și nu pentru România, sportivul a afirmat: "Am ajuns să particip pentru Moldova datorită lui Liviu Cepoi. Dacă nu era el probabil nu aș fi fost nici aici (la Vancouver n.n.), nici la Torino în 2006! (...) Nu concurez pentru România pentru că nu am avut «loc» de «alții»!" 
Inițial a concurat în probele de dublu, împreună cu Iulian Lungu, devenind multipli campioni și vicecampioni naționali, obținând și un loc 6 la etapele de cupă mondială. După retragerea lui Lungu, Macovei a început să concureze la probele de simplu. locul 41 în clasamentul mondial, locul 29 la Europene.”
El a făcut parte din delegația Republicii Moldova la Jocurile Olimpice de iarnă de la Torino (2006), clasându-se pe locul 30 în proba individuală de sanie. Macovei a terminat pe locul 44 la Campionatul Mondial de Sanie din 2007, desfășurat la Igls. Ulterior, el a terminat pe locul 29 la Campionatul European.
El a făcut parte din delegația Republicii Moldova și la Jocurile Olimpice de iarnă de la Vancouver (2010), terminând pe locul 33 în proba individuală de sanie. După terminarea competiției, Macovei a declarat următoarele: „Nu sunt mulțumit de locul final, dar sunt satisfăcut că am terminat concursul în siguranță. Am avut unele inadaptabilități cu traseul în sesiunile de antrenament, unde am suferit o cădere, undeva în apropierea tragicului accident (unde a murit georgianul Nodar Kumaritașvili n.n.), lovindu-mă la umărul stâng. După toate câte s-au întâmplat sunt bucuros că am putut să reprezint țara, încercând să dau tot ce este mai bun în acest turneu olimpic”.